# Savage Thrust
Savage Thrust war eine US-amerikanische Speed- und Thrash-Metal-Band aus New York City, New York, die 1984 gegründet wurde und sich 1992 auflöste.

## Geschichte
Die Band wurde im November 1984 auf Staten Island gegründet, wobei es sich zu diesem Zeitpunkt noch um eine Coverband handelte, die Lieder von Judas Priest und Iron Maiden spielte. Ab Sommer 1985 wurde die Band eigenständig betrieben. Die Besetzung bestand anfangs aus dem Sänger Michael „Mike“ Smith, den Gitarristen Edmund „Ed“ Varuolo und Pat Donofrio, dem Bassisten Kenny Mezzacappa und dem Schlagzeuger Bobby Boch. Noch im selben Jahr wurde Mezzacappa durch Jim „Jimmy“ Gellentien ersetzt. 1985 erschien außerdem mit Demo of Doom eine erste Demoaufnahme, wovon das Lied Crown of Thorns für den 1986er Sampler Speed Metal Hell II von New Renaissance Records verwendet wurde. Von dem Demo setzten sich rund 1.500 Einheiten ab. Ihren ersten Auftritt hielt die Band im Juli 1985 ab. Für April 1986 plante die Band die Veröffentlichung der EP Metal the Painful Way. Stattdessen erschien 1987 neben dem Demo Live Pain, das aus fünf Live-Aufnahmen besteht, in Eigenveröffentlichung auch über Polydisc Records die Single But Soon Revenge, die neben dem titelgebenden Lied auch den Song Agony & Extacy enthält. Im selben Jahr kam Frank Conti als neuer Bassist dazu, der bereits noch im selben Jahr wiederum durch den Roadie Mike Puch ersetzt wurde. Durch das Fanzine Heavy Metal Subterraneo war es der Band im März 1989 als erste ausländische Metal-Band möglich in Mexiko zu spielen und war dabei 40 Minuten in der TV-Show Musica sin fronteras zu sehen. Ende 1989 verließ der Gitarrist Donofrio die Besetzung und wurde durch Rob Antilla ersetzt, ehe Anfang 1990 der Sänger Smith der Formation den Rücken kehrte. Kurz darauf erschien im Mai bei dem mexikanischen Label Avanzada Metalica das Debütalbum Eat ’Em Raw. Hiervon wurden rund 5.000 Kopien verkauft. 1991 nahm die Gruppe noch drei weitere Demos auf, wobei Antilla zusätzlich den Gesang übernahm. Im Mai 1992 spielte die Band ihren letzten Auftritt, in demselben Club, in dem auch ihr erster stattgefunden hatte. Im Sommer 2000 fand sich die Band für einen einzigen Auftritt in Brooklyn zusammen, bei dem Varuolo jedoch nicht beteiligt war, da er keine Zeit zum Proben und schon lange nicht mehr gespielt hatte. 2001 wurden zwei weitere Konzerte abgehalten. In ihrer Karriere trat die Band unter anderem zusammen mit Anthrax, Exodus, Overkill, Manowar, Armored Saint, Nuclear Assault, M.O.D., Fates Warning, White Zombie, den Ramones, Voivod, Vio-lence, Carnivore, Hades, Primal Scream, Whiplash, T.T. Quick, Blessed Death, Insaniac, Faith or Fear, Anvil Bitch, Mucky Pup, Jersey Dogs, At War, Blood Feast, Demolition Hammer, Gothic Slam, School of Violence, Sheer Terror, Transmetal, Six Beer, Social Disorder, Cities und Prowler auf. 2016 wurde über High Roller Records das Debütalbum wiederveröffentlicht.

## Stil
Im Metal Hammer wurde aufgrund der rauen und teilweise hohen Stimme Smiths ein Vergleich zu Razor gezogen, wobei sich die Band „trotz aller Härte von der Death Metal-Szene abhebt“. Mirco Szymyslik von voicesfromthedarkside.de schrieb in seiner Rezension zu Eat ’Em Raw, dass das Album ein wichtiges der Thrash-Metal-Szene der Ostküste der Vereinigten Staaten ist. Es gebe einen wichtigen Einblick in die New Yorker Thrash- und Speed-Metal-Szene der zweiten Hälfte der 1980er Jahre. Hierauf gebe es ein wildes Schlagzeugspiel, mit „rasiermesserscharfen“ Riffs und aggressiven Screams. Die Band ähnele dabei eher Anthrax als Metallica. Den Gesang empfand er als unangenehm und verglich ihn mit dem eines Kastraten oder einer gequälten Katze, was vor allem den hohen Screams geschuldet sei. Ericolabestia von metalpage.de beschrieb die Gruppe in seiner Rezension zum Album als Speed Metal mit kraftvoll gespieltem Schlagzeug im Stil von Mortal Sin oder Feel the Fire von Overkill.

## Diskografie
- 1985: Demo of Doom (Demo, Eigenveröffentlichung)
- 1987: Live Pain (Demo, Eigenveröffentlichung)
- 1987: But Soon Revenge (Single, Polydisc Records)
- 1990: Eat ’Em Raw (Album, Avanzada Metalica)
- 1991: Demo '91 (Demo, Eigenveröffentlichung)
- 1991: New Demo (Demo, Eigenveröffentlichung)